# Marijina Voda
Marijina Voda es un pueblo ubicado en la municipalidad de Kakanj, en el cantón de Zenica-Doboj, Bosnia y Herzegovina.

## Superficie
Posee una superficie de 0,48 kilómetros cuadrados.

## Demografía
Hasta 2013 la población era de 354 habitantes, con una densidad de población de 732,2 habitantes por kilómetro cuadrado.